# Maddie Hinch
Madeleine Clare "Maddie" Hinch (West Chiltington, 8 de outubro de 1988) é uma jogadora de hóquei sobre a grama britânica que já atuou pela seleção do Reino Unido.